# 버지니아 주의회

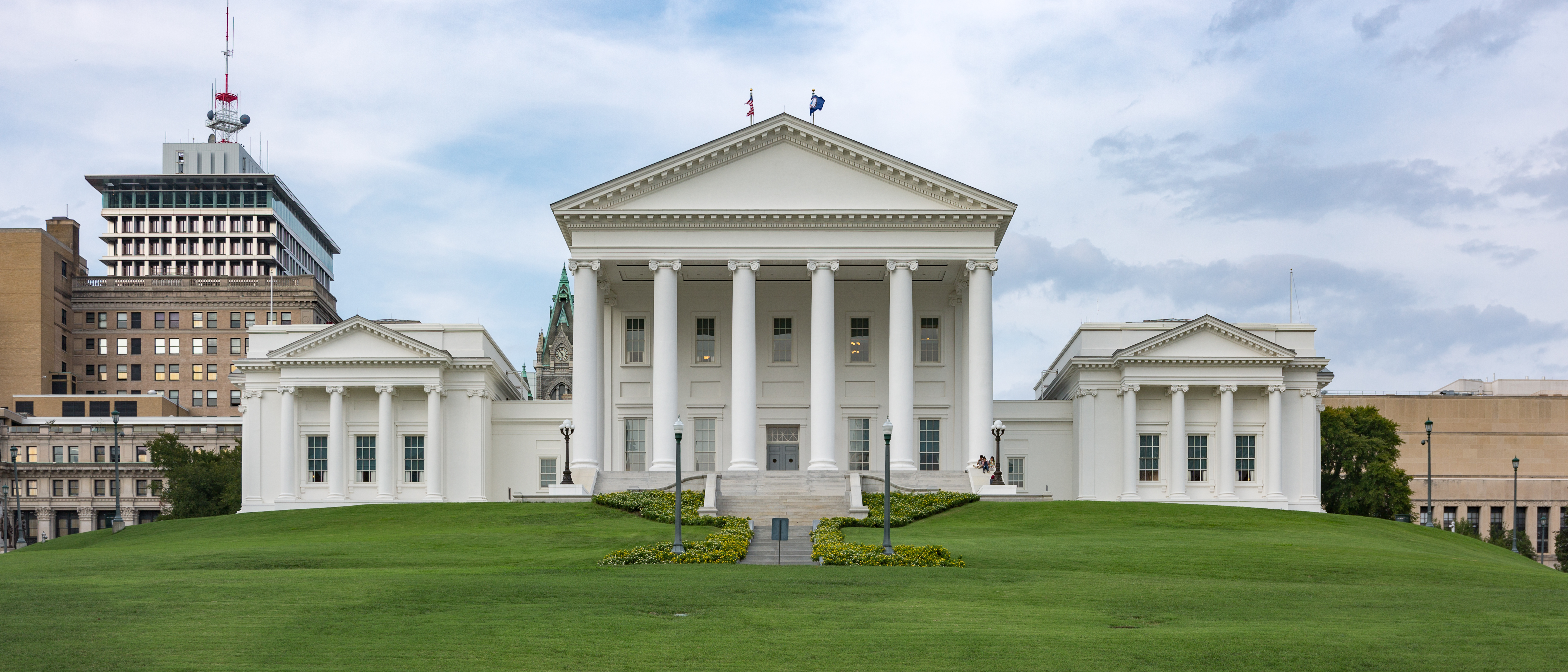

버지니아 주의회(Virginia General Assembly)은 미국의 버지니아주의 입법부이다. 1619년 7월 30일에 설립하였던 주의회는 신대륙의 가장 오래된 입법 기관이기도 하다. 버지니아 주의회는 의워너 40명이 있는 버지니아주 상원과 의원 100명이 있는 버지니아주 하원으로 구성된 양원제를 표방한다. 그래서 버지니아 주의회는 버지니아주에 있는 모든 선거구에서 발탁된 의원 140명으로 이루어진다.